# CYFRA
CYFRA（シフラ、サイトケラチン19フラグメント、英: cytokeratin 19 fragment）は、主に肺扁平上皮癌に用いられる腫瘍マーカーである。

## CYFRA、および、CYFRA関連用語

### サイトケラチン
サイトケラチンとは、上皮細胞に特異的な、細胞の骨格を形成する中間径フィラメントを構成する分子量4万 - 8万の蛋白である。ヒトのサイトケラチンは20種類に分類され、臓器や組織により特異的なタイプのサイトケラチンが発現している。

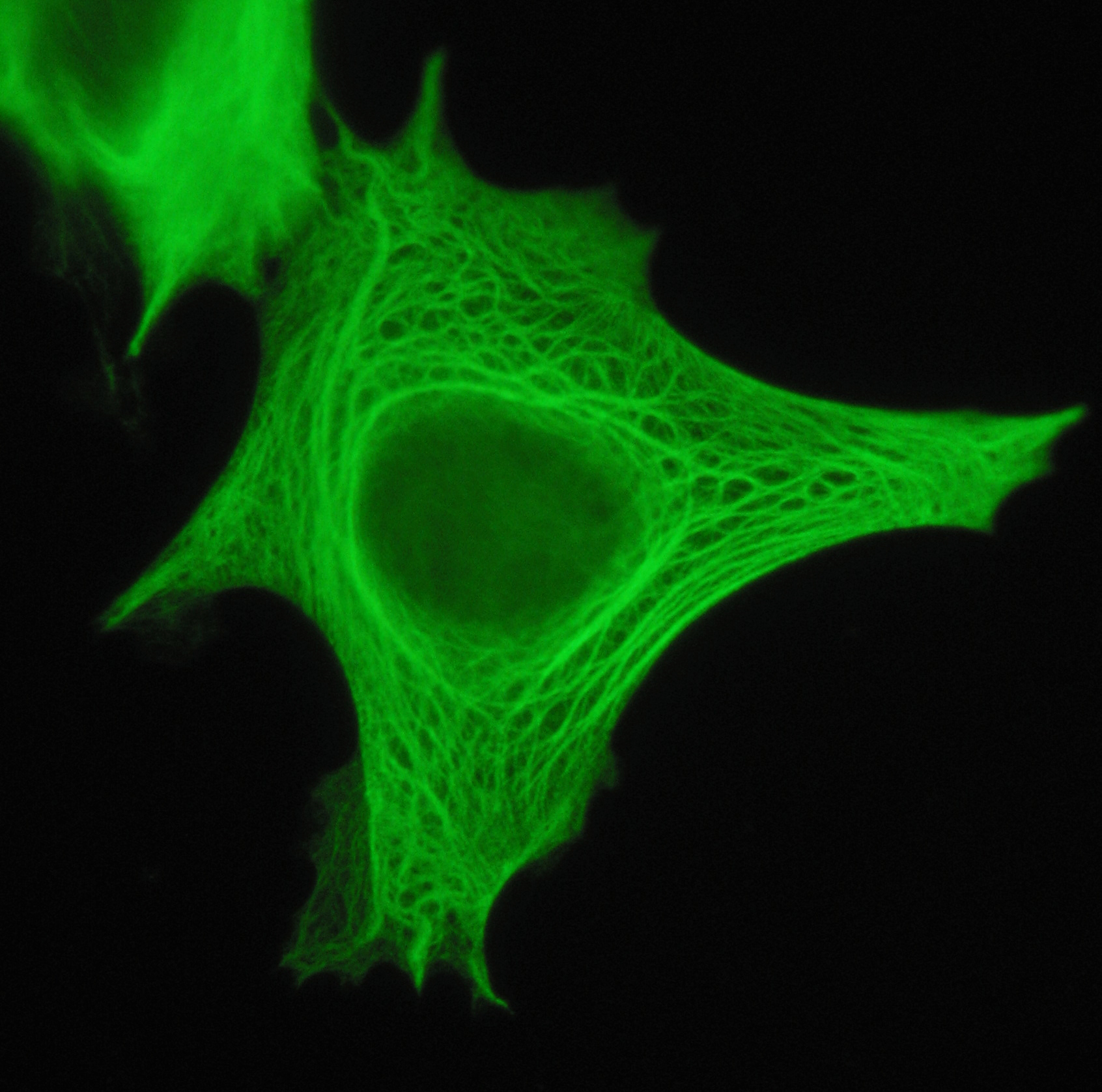
ヒト上皮細胞のサイトケラチンフィラメント

### サイトケラチン19
サイトケラチン19は、サイトケラチンのサブタイプで、分子量は40 kDであり、低分子ケラチンに分類される。正常組織ではほとんどの単層上皮と非角化型扁平上皮に存在するが皮膚の重層扁平上皮や肝細胞にはみられない。上皮性の腫瘍細胞の大部分で強く発現する。

### サイトケラチン19フラグメント
細胞内のサイトケラチン・フィラメントは蛋白分解酵素により分解されて可溶性のフラグメント（断片）となる。
腫瘍細胞ではプロテアーゼ（蛋白分解酵素）の活性が上昇し、サイトケラチン・フィラメントの分解が亢進して、サイトケラチン19に由来するサイトケラチン19フラグメントの産生が増加する。

### CYFRA 21-1
CYFRA 21-1は、サイトケラチン19（の可溶性の分解産物）を、BM19-21、KS19-1の二種類のサイトケラチン19に対する単クローン性抗体を用いて特異的に測定する免疫法の測定系の名称（21-1は単クローン性抗体名に由来する）。また、このキットで測定される抗原をも意味する。

### CYFRA（シフラ）
CYFRA 21-1で測定されるサイトケラチン19フラグメント抗原。肺扁平上皮癌の腫瘍マーカーである。シフラ（CYFRA）と同じ意味で、「CYFRA 21-1」や「サイトケラチン19フラグメント」が腫瘍マーカーの名称として使用されることもよくある。

## 臨床的意義

### 悪性疾患

#### 悪性腫瘍の診断の補助
肺の非小細胞癌（扁平上皮癌、腺癌、など）の検出感度は、CYFRAが41 - 65 %で、現在使用される腫瘍マーカーの中では最も高いとされる。ただし、CYFRAも含め、腫瘍マーカーは偽陽性も偽陰性も多く、肺癌の検出目的ではなく肺癌が疑われた症例における質的診断の補助に使用するのが適切とされている。
肺扁平上皮癌CYFRAは肺扁平上皮癌の診断に有用であり、早期（Ⅰ期、Ⅱ期）から高い陽性率を示す。
扁平上皮癌以外の肺癌肺腺癌では扁平上皮癌に比べると陽性率は劣る。肺小細胞癌では陰性のことが多い。
肺癌以外の悪性腫瘍なお、肺癌以外の悪性腫瘍では、各種消化器癌、乳癌、子宮頸癌、卵巣癌、膀胱癌、などでもCYFRAが陽性になる（乳癌や消化器癌では扁平上皮癌でなくとも陽性になる）。CYFRA高値であきらかな肺癌の所見を見ない場合は、未診断の悪性腫瘍の存在を疑い、婦人科癌、消化器癌も含め、精査を行う必要がある。

#### 悪性腫瘍の治療効果判定・再発の補助診断
CYFRAは肺癌の治療の効果判定や治療後の経過観察にも有用である。完全切除前のCYFRA高値は予後不良とされる。治療後の低下は治療有効を示唆し、経過観察中の上昇は再発を疑う。
原理的には、肺癌以外のCYFRA陽性の癌についても同様の利用が考えられるが、保険診療上、癌の確定診断後の使用が認められているのは、肺癌（小細胞癌を除く）のみである。
| CYFRA陽性率    | 臨床病期 Ⅰ | 臨床病期 Ⅱ | 臨床病期 Ⅲ | 臨床病期 Ⅳ | 偽陽性 |
| -------------- | ---------- | ---------- | ---------- | ---------- | ------ |
| 肺の扁平上皮癌 | 60 %       | 83 %       | 80 %       | 100 %      | 8 %    |
| 肺の腺癌       | 14 %       | 43 %       | 70 %       | 61 %       | 8 %    |

#### 他の腫瘍マーカーとの比較
CYFRA以外の扁平上皮癌の腫瘍マーカーとしてSCC（扁平上皮癌関連抗原、squamous cell carcinoma related antigen）があるが、CYFRAの方が感度・治療効果との関連が優れ、特異度も優っている（たとえば、CYFRAは喫煙の影響を受けない）とされる。

### 良性疾患
CYFRAは、一般的に良性疾患での偽陽性が少ないが、肺良性疾患の約10 - 15%で偽陽性（肺の良性腫瘍、間質性肺炎、結核、など）、肝疾患（慢性肝炎・肝硬変）の約20%で偽陽性とされる。高齢者や男性は高値傾向であり、また、腎機能低下でも高値を示す場合がある。